# Tomás Ó Criomhthain

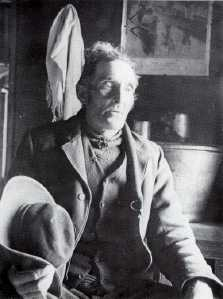
Tomás Ó Criomhthain

Tomás Ó Criomhthain (* 12. Dezember 1856 auf Great Blasket Island; † 7. März 1937 ebenda; auch Thomás O'Crohan) war ein Fischer und Chronist des Alltags und einer der letzten Menschen, die fast ihr ganzes Leben auf den Blasket Islands verbrachten.

## Leben
Ó Criomhthain wurde 1856 auf Great Blasket Island geboren und starb dort 1937. In den Jahren von 1918 bis 1923 schrieb er sein erstes Buch „Island Cross-Talk“ (irischer Originaltitel: Allagar na hInise), das 1928 veröffentlicht wurde. Sein zweites Buch „Die Boote fahren nicht mehr aus“ (irischer Originaltitel: An tOileánach) wurde ebenfalls 1923 fertiggestellt und 1929 veröffentlicht. Beide Bücher wurden in mehrere Sprachen übersetzt und gehören damit zu den am häufigsten übersetzten Büchern der Blasket Islands sowie zu den wichtigsten Werken der gälischen Literatur. Mit dem norwegischen Keltologen Carl Marstrander erarbeitete er eine Bestandesaufnahme der irischen Sprache.
1957 wurde eine Briefmarke mit dem Profil von Tomás Ó Criomhthain herausgebracht.

### Familie
In seinem Buch An tOileánach beschreibt Tomás Ó Criomhthain eine seiner frühesten Erinnerungen an seine Mutter und wie er im Alter von vier Jahren von der Muttermilch entwöhnt wurde. Sein Vater stammte aus dem Dorf Dunquin auf dem nahen Festland. Ó Criomhthain hatte vier deutlich ältere Schwestern: Maura, Kate, Eileen und Nora, sowie einen ebenfalls deutlich älteren Bruder namens Pats. Sein Bruder und zwei seiner Schwestern wanderten nach Amerika aus. Tomás Ó Criomhthain und seine auf der Insel verbliebenen oder später aus Amerika zurückgekehrten Familienmitglieder lebten von der Fischerei, der Robbenfängerei, dem Einsammeln von Strandgut untergegangener Handelsschiffe, einer überwiegend subsistenzorientierten Landwirtschaft und dem Torfstechen für den Eigenbedarf. Ó Criomhthain gab an, dass sein Vater auch Steinmetz war. Da die Bevölkerung in fast allen Bereichen auf sich allein gestellt war, musste er alle Arbeiten beherrschen. Mit Máire Ní Chatháin, die er 1878 heiratete, hatte er zehn Kinder. Die meisten davon starben, bevor sie das Erwachsenenalter erreichten.

## Werke
- Allagar na hInise, ISBN 1-85791-131-8.
- An tOileánach, Cló Talbóid 2002, ISBN 0-86167-956-3.

Übersetzungen:
- Allagar na hInise
  - Island Cross-Talk: Pages from a Diary, übersetzt ins Englische von Tim Enright, Oxford University Press, Oxford 1987; ISBN 0-19-212252-5.
- An tOileánach
  - The Islandman, übersetzt ins Englische von Robin Flower, Clarendon Press, Oxford 1951; ISBN 0-19-815202-7.
  - The Islander, übersetzt ins Englische von Garry Bannister und David Sowby, Gill & MacMillan, 2013; ISBN 0-71-715794-6
  - Die Boote fahren nicht mehr aus, übersetzt ins Deutsche von Annemarie und Heinrich Böll, Walter Verlag, Olten 1960. Viele Neuauflagen, z. B. Lamuv Verlag, 2001; ISBN 978-3-88977-310-4.